# 前列腺素D2
前列腺素D2（PGD2）是前列腺素的一種。 哺乳動物體內，大量的前列腺素只存在於腦部和肥大細胞中，其會影響過敏性疾病如哮喘等的發展。
前列腺素D2的研究始於1989年，當時發現其為攝取煙酸後血管舒張（煙堿酸潮紅）的原發性介質。 2012年發現局部的PGD2提高會抑制頭髮生長， 研究指出這一現象與一個叫做GPR44的受體有關，後者因此成為了治療雄激素性脫髮的藥物作用靶點，因此數種使用PGD2的哮喘藥都開始尋求減少其用量的方法。